# Cynoscion
Cynoscion é um gênero de peixes na qual a distribuiçao e na América e peninsula iberica .

## Espécies
O gênero Cynoscion conta com 24 espécies:
- Cynoscion acoupa (Lacepède, 1801)
- Cynoscion albus (Günther, 1864)
- Cynoscion analis (Jenyns, 1842)
- Cynoscion arenarius (Ginsburg, 1930
- Cynoscion jamaicensis (Vaillant and Bocourt, 1883)
- Cynoscion leiarchus (Cuvier in Cuvier and Valenciennes, 1830)
- Cynoscion microlepidotus (Cuvier in Cuvier and Valenciennes, 1830)
- Cynoscion nannus (Castro-Aguirre and Arvizu-Martinez, 1976
- Cynoscion nebulosus (Cuvier in Cuvier and Valenciennes, 1830)
- Cynoscion nortoni (Béarez, 2001
- Cynoscion nothus (Holbrook, 1848)
- Cynoscion othonopterus (Jordan and Gilbert, 1882
- Cynoscion parvipinnis (Ayres, 1861
- Cynoscion phoxocephalus (Jordan and Gilbert, 1882
- Cynoscion praedatorius (Jordan and Gilbert in Jordan and Eigenmann, 1889)
- Cynoscion regalis (Bloch and Schneider, 1801)
- Cynoscion reticulatus (Günther, 1864)
- Cynoscion similis (Randall and Cervigón, 1968
- Cynoscion squamipinnis (Günther, 1867)
- Cynoscion steindachneri (Jordan in Jordan and Eigenmann, 1889)
- Cynoscion stolzmanni (Steindachner, 1879)
- Cynoscion striatus (Cuvier, 1829)
- Cynoscion virescens (Cuvier in Cuvier and Valenciennes, 1830)
- Cynoscion xanthulus